# Одрга
Одрга (словен. Odrga) — поселення в общині Требнє, регіон Південно-Східна Словенія, Словенія.